# Batman vs. Two-Face
Batman vs. Two-Face ist ein Zeichentrickfilm über die Comicfigur Batman und ist nach Batman: Return of the Caped Crusaders der zweite Animationsfilm, der auf der nach der Titelfigur benannten Realfilm-Serie aus den 1960er Jahren basiert. Dies war der letzte Film, bei dem Adam West vor seinem Tod mitspielte.

## Handlung
Der Wissenschaftler Hugo Strange hat den Bösartigkeits-Extraktor erfunden, eine Maschine, die den Menschen das Böse in Gasform absaugen soll. Bei der Premiere anwesend sind Batman, Robin sowie Staatsanwalt Harvey Dent, ein guter Freund von Batman's Alter Ego Bruce Wayne. Als Strange die Maschine an den Superschurken Joker, Pinguin, Riddler, Egghead und Mr. Freeze ausprobiert, überladen sie sie mit ihrer Bösartigkeit. Es kommt zu einer Explosion, bei der Harvey von dem gesammelten Gas im Gesicht getroffen und zum bösartigen Two-Face wird. Nach einer langen Verbrechenswelle kann Harvey durch plastische Chirurgie geheilt werden. Er lädt Bruce, von dessen Doppelleben er nichts ahnt, zu einer Spendenaktion ein.
Als Batman und Robin wieder einmal King Tut, einen Historiker mit gespaltener Persönlichkeit, der sich für einen Pharao hält, festnehmen, sind dessen Beute und auch sein Fluchtfahrzeug, ein Doppeldecker, verschwunden. Kurz darauf erhält die Polizei einen Hinweis auf ein neues Verbrechen des Schurken Bookworm, der wertvolle Bücher aus der Bibliothek stehlen will. Bei seiner Festnahme behauptet er, keinen Hinweis an die Polizei geschickt zu haben. Auch diesmal verschwindet die Beute. Batman und Robin vermuten, weil Tut einen Doppeldecker nahm und jedes Buch, das Bookworm stehlen wollte, mit der Zahl Zwei zu tun hat, dass Two-Face dahinter stecken könnte. Doch Batman glaubt nicht daran, schließlich ist Harvey ja geheilt. In seinem alten Versteck treffen Batman und Robin tatsächlich auf einen Mann, dessen rechte Hälfte zwar im Schatten verborgen ist, aber tatsächlich Two-Face zu sein scheint. Er schafft es fast, sie im Kampf zu besiegen, allein die Entscheidung per Münzwurf bringt ihn dazu, sie am Leben zu lassen. Batman und Robin suchen Harvey auf, der behauptet, nichts von den Vorkommnissen zu wissen. Robin bleibt misstrauisch. Kurz nachdem die beiden Superhelden gegangen sind, telefoniert Harvey mit einem Unbekannten, dessen Stimme wie Two-Face klingt.
Zwischen Batman und Robin kommt es zum Streit, da Robin Dent für schuldig hält. Batman schickt Robin auf sein Zimmer, doch dieser verfolgt heimlich Dent in ein Lagerhaus, wo er von Two-Face und Hugo Strange, den man nach dem gescheiterten Experiment entlassen hatte, mit dem Gas aus Strange's Maschine besprüht wird. Kurz darauf spürt Batman Robin in der Stadt auf, wo er auf Autos und Fenster mit einer Brechstange einschlägt. Er weist dieselbe böse Körperhälfte und gespaltene Persönlichkeit wie Two-Face auf. Batman kann ihn überwältigen und ihm ein Gegengift verabreichen.
Ihre Nachforschungen führen das dynamische Duo in ein Spielkasino, wo sie sich schließlich an einer riesigen Münze gefesselt auf einem Katapult wiederfinden. Dent enthüllt ihnen nun die Wahrheit: sein Gesicht war zwar durch Chirurgie wiederhergestellt, doch Two-Face war das Resultat des Bösartigkeits-Extraktors, wodurch das Böse immer noch in ihm lebte. Dent hatte sich immer wieder in Two-Face verwandelt und seine Verbrechen verübt. Die Spendenaktion war eine Falle für Bruce Wayne gewesen, um herauszufinden, ob es sich um Batman handelt, da Bruce so etwas nie verpassen würde, es sei denn, er ist gerade als Batman verhindert. Da Bruce nicht zur Auktion erschienen war, ist Two-Face's Verdacht bestätigt. Zur absoluten Gewissheit demaskiert er Batman, setzt ihm die Maske jedoch wieder auf, um das Geheimnis von Batman's Identität an den meistbietenden Superschurken zu verkaufen. Zu Batman's Rettung mischt sich Catwoman ein, die inzwischen aus dem Gefängnis geflohen ist. Die anderen Schurken überbieten sie jedoch, indem sie ihr Geld einfach zusammenlegen. Batman löst das Katapult aus, was eigentlich dazu führen würde, dass die Münze auf einem Haufen Eisenspitzen landet, allerdings können er und Robin ihr Gewicht zur Seite verlagern, sodass die Münze auf die Kante fällt und weiterrollt. Nach einem Kampf gegen die Schurken bemerken sie, dass der wahre Zweck der Versteigerung war, den Bietern mithilfe von Strange's Maschine mehr böse Essenz abzuzapfen, die Two-Face nun mithilfe des gestohlenen Fliegers verbreiten will, um alle Bürger in Two-Faces zu verwandeln.
Batman und Robin verfolgen Two-Face in ihrem Batmobil und bringen seinen Flieger schließlich in einer Fabrik zum Absturz. Batman stellt sich Two-Face allein. Dieser erwürgt Dent und verwandelt sich nun vollständig in Two-Face, sodass nun auf beiden Seiten die böse Hälfte zu sehen ist. Er ist kurz davor, Batman zu töten, doch dieser überredet ihn, die Münze zu werfen. Doch so oft er auch wirft, die Münze bleibt stets leer. Nun gewinnt Harvey die Kontrolle zurück. Er prügelt auf sich selbst und damit auf Two-Face ein und verdrängt ihn schließlich endgültig. Danach bricht er bewusstlos zusammen. Mit dem Flugzeug versprüht Batman das Gegengift über Gotham. Batman erfährt von Commissioner Gordon, dass Catwoman verschwunden ist, und erklärt ihm dafür, warum Two-Face sich nicht entscheiden konnte: Batman hatte seine Münze heimlich gegen eine ausgetauscht, die auf beiden Seiten leer ist.
Monate später hat Harvey Dent Batman's Geheimnis vergessen und hält auf Wayne Manor eine Junggesellenversteigerung. Der erste Junggeselle, den er versteigert, ist Batman. Das erste Gebot kommt von Catwoman.
Auf der Blu-Ray-Fassung ist in einer gelöschten Szene zu sehen, wie Dr. Quinzel, die Hugo Strange bei seinem Experiment assistierte, den Joker unter ihrem neuen Namen Harley Quinn aus dem Gefängnis befreit.

## Synchronisation
Die Synchronisation des Films wurde bei der SDI Media Germany nach einem Dialogbuch und unter der Dialogregie von Andi Krösing erstellt.
| Rolle                     | Englischer Sprecher | Deutscher Sprecher   |
| ------------------------- | ------------------- | -------------------- |
| Batman / Bruce Wayne      | Adam West           | Peter Kirchberger    |
| Robin / Dick Grayson      | Burt Ward           | Boris Tessmann       |
| Two-Face / Harvey Dent    | William Shatner     | Tommi Piper          |
| Alfred Pennyworth         | Steven Weber        | Christian Rode       |
| Tante Harriet Cooper      | Lynne Marie Stewart | Denise Gorzelanny    |
| Catwoman                  | Julie Newmar        | Christin Marquitan   |
| Bookworm                  | Jeff Bergman        | Gerald Schaale       |
| Chief O’Hara              | Thomas Lennon       | Frank-Otto Schenk    |
| Commissioner James Gordon | Jim Ward            | Peter Reinhardt      |
| Desmond Dumas             | Jeff Bergman        | Hans-Eckart Eckhardt |
| Joker                     | Jeff Bergman        | Bodo Wolf            |
| King Tut                  | Wally Wingert       | Axel Lutter          |
| Pinguin                   | William Salyers     | Stefan Staudinger    |
| Riddler                   | Wally Wingert       | Wolfgang Wagner      |